# Université Al Akhawayn
L'université Al Akhawayn (en arabe : جامعة الأخوين qui signifie littéralement l'université des deux frères se référant au Roi Fahd d’Arabie saoudite et au Roi Hassan II du Maroc ; en anglais : Al Akhawayn University) est une institution d’enseignement supérieur et de recherche scientifique anglophone située à Ifrane, au Moyen Atlas marocain, à 60 km de la ville impériale de Meknès.

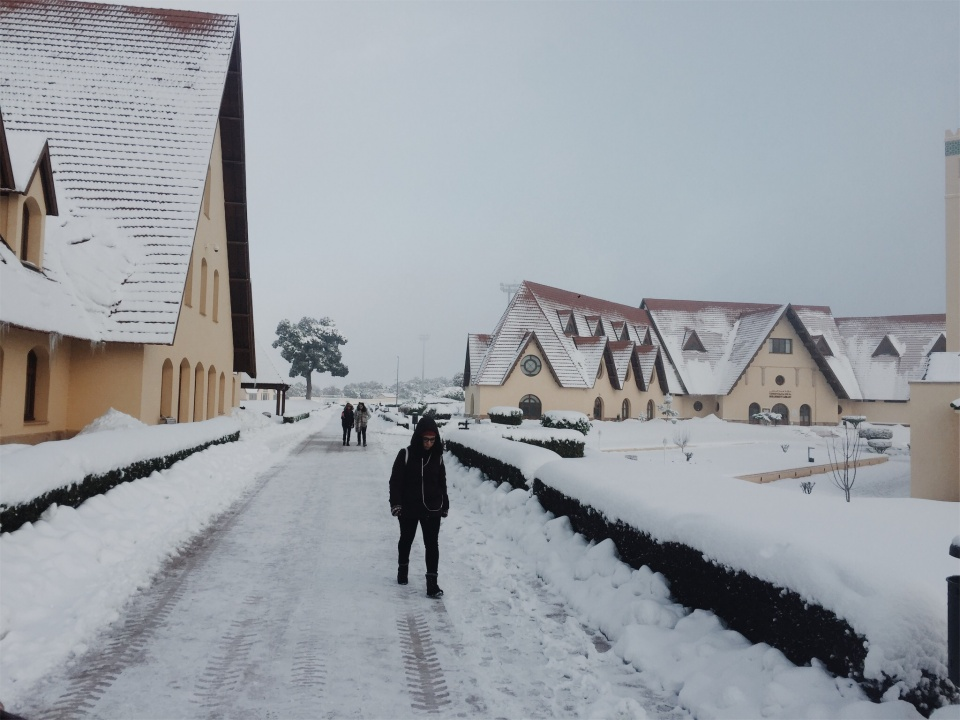
Le campus d'Al Akhawayn en hiver

## Mission
Al Akhawayn University a été fondée par décret royal (Dahir) en 1993 et officiellement inaugurée par l'ancien Roi du Maroc, Hassan II, le 16 janvier 1995. 
L'université Al Akhawayn à Ifrane est une université publique, autonome, à but non lucratif, mixte, engagée à former les futures élites citoyennes du Maroc et d’ailleurs, à travers un curriculum « Liberal Arts » en langue anglaise orienté vers l’international, et basé sur le système éducatif américain. L’université vise la promotion du développement national et international à travers la recherche scientifique et les programmes académiques, y compris la formation continue et la formation des cadres ; elle adhère aux plus hautes normes académiques et éthiques, et défend les valeurs de justice et de responsabilité sociale.
En juillet 2017, l’université Al Akhawayn signe un partenariat avec le leader de la technologie ferroviaire Bombardier Transport afin de créer une formation Master en gestion de l’industrie ferroviaire. Ce dernier sera  le premier programme de ce genre au Maroc et en Afrique.

## Enseignement et recherche

### Formation
Avec environ 2 500 étudiants à plein temps, résidant et étudiant au sein d’un campus situé dans la ville d’Ifrane au Moyen Atlas, Al Akhawayn offre un certain nombre d'options de programmes Bachelor et Master en sciences humaines et sociales, sciences et ingénierie, et en administration des entreprises – tous définis par le tronc commun universitaire (UCC) basé sur le système américain des liberal arts.
L'intégralité de l'enseignement est dispensé en langue anglaise à travers trois facultés affiliées à l'université. Toutefois, certains cours en français et/ou en arabe doivent obligatoirement être suivis par les étudiants. Récemment, l'université a opté pour un test en français (TEF) pour les nouveaux étudiants afin de juger s'ils doivent recevoir des cours en cette langue.
Pour permettre aux étudiants méritants de s'inscrire à cette faculté, l'université accorde des aides, ainsi plus de 30 % des étudiants sont soit boursiers, soit bénéficiaires de prêts. Al Akhawayn accorde des bourses, soit à l'accès en première année et cela en ayant un score excellent au concours, ou aux élèves qui excellent et qui ont des résultats dépassant 19/20 (ou dit 3.8/4 en matière de GPA) 
L'université Al Akhawayn compte selon son rapport de 2014 un nombre de 2039 élèves et 157 professeurs, déployés sur trois écoles : School of Humanities and Social Sciences (SHSS), School of Science and Engineering (SSE), et School of Business Administration (SBA).

#### Bachelors et assimilés
- Bachelor of Arts in International Studies (BAIS) — Baccalauréat universitaire ès lettres en études internationales —
- Bachelor of Arts in Communication Studies (BACS) — Baccalauréat universitaire ès lettres en études de communication —
- Bachelor of Science in Human Resource Development (BSHRD) — Baccalauréat universitaire ès sciences en développement des ressources humaines —
- Bachelor of Science in Computer Science (BSCSC) — Baccalauréat universitaire ès sciences en sciences informatiques —
- Bachelor of Science in Engineering and Management Science (BSEMS) — Baccalauréat universitaire ès sciences en ingénierie et sciences de gestion —
- Bachelor of Science  in General Engineering (BSGE) — Baccalauréat universitaire ès sciences en ingénierie générale —
- Bachelor of Business Administration (BBA) in Finance, Management, Marketing, Logistics and International business — Baccalauréat universitaire en administration des affaires —

#### Masters et assimilés
- Master of Arts in International Studies and Diplomacy (MAISD) — Maîtrise universitaire ès lettres en études internationales et diplomatiques —
- Master of Arts in North African and Middle Eastern Studies (NAMES) — Maîtrise universitaire ès lettres en études de l'Afrique du Nord et du Moyen-Orient —
- Master of Arts in Islamic Religious Studies (MAIRS) — Maîtrise universitaire ès lettres en études religieuses islamiques —
- Master of Science in Sustainable Energy Management (MSSEM) — Maîtrise universitaire ès sciences en gestion des énergies renouvelables —
- Master of Science in Information Systems Security (MSISS) — Maîtrise universitaire ès sciences en sécurité des systèmes d'information —
- Master of Science in Biotechnology (MSB) — Maîtrise universitaire ès sciences en biotechnologie —
- Master of Science in Computer Science (MSCS) — Maîtrise universitaire ès sciences en sciences informatique —
- Master of Science in Computer Networks (MSCN) — Maîtrise universitaire ès sciences en réseaux informatiques —
- Master of Science in Software Engineering (MSSE) — Maîtrise universitaire ès sciences en génie logiciel —
- Master of Science in International Trade (MSIT) — Maîtrise universitaire ès sciences en commerce international —
- Master of Science in Human Resource Development (en) (MSHRD) — Maîtrise universitaire ès sciences en développement des ressources humaines —
- Master of Science in Big Data Analytics (MSBDA) — Maîtrise universitaire ès sciences en analyse des mégadonnées —
- Master of Business Administration (MBA) — Maîtrise universitaire ès sciences en administration des affaires —
- Master in Comparative Business Law (MCBL) — Maîtrise universitaire en droit des affaires comparé —
- Executive MBA (EMBA)

#### Programme spécial
Programme intensif d'été de langue arabe et études d'Afrique du Nord (ARANAS)

### Recherche

#### Scientométrie
L’université figure dans plusieurs palmarès universitaires. En 2017, le UniRanks World University Ranking classe l'université à la 57e place au niveau africain et à la 3e au niveau national,, alors que Ranking Web of World Universities lui attribue la 87e place au niveau africain et la 5e au niveau national. En 2016, le classement QS World University Rankings classe l'université entre la 51e et la 60e place de la région arabe et à la 1re place au Maroc.

## Vie étudiante

### Évolution démographique
Évolution démographique de la population universitaire
| 2009  | 2010  | 2011  | 2012  | 2013  | 2014  | 2015  | 2016  |
| ----- | ----- | ----- | ----- | ----- | ----- | ----- | ----- |
| 1 602 | 1 711 | 1 772 | 1 883 | 2 039 | 2 136 | 2 166 | 2 254 |

| 2017  | - | - | - | - | - | - | - |
| ----- | - | - | - | - | - | - | - |
| 2 159 | - | - | - | - | - | - | - |

## Personnalités liées

### Étudiants
Sur les 4 793 diplômés depuis la création de l'université jusqu'en juin 2017, figurent des membres de la famille royale marocaine tels le prince Moulay Ismaïl (en) (BBA, 2006) et Moulay Idriss Filali — fils de Lalla Meryem — (BBA, 2012) ; des personnalités du monde des affaires comme Ezzoubeir Errhaimini (BBA, 1998) PDG de la Compagnie de transports au Maroc (CTM), la jeune leader mondial 2016 du forum de Davos Khadija Idrissi Janati (BBA, 2004), et Lamiae Benmakhlouf (EX-MBA, 2011) directrice de Technopark Maroc, mais aussi des personnalités culturelles et artistiques comme les romanciers Réda Dalil (BBA, 2001), Sonia Terrab (BAIS, 2008), le journaliste Bassam Nejjar (MAISD, 2007) et l'activiste environmental Hatim Aznague (MAISD, 2024).

### Docteurshonoris causa
- Hillary Clinton (1999)
- Hicham El Guerrouj (2005)
- Gad Elmaleh (2007)